# 로크바탄 진흙 화산

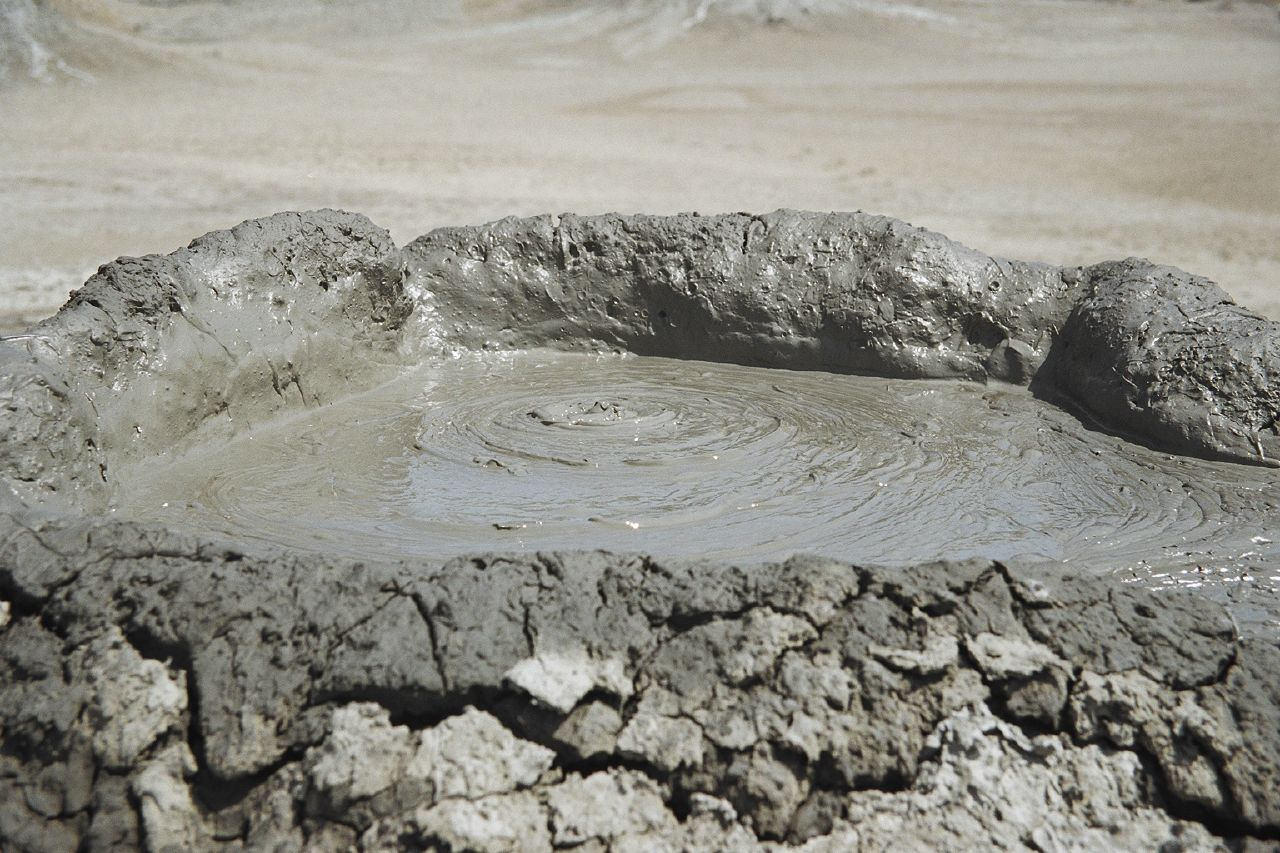

로크바탄 진흙 화산(Lökbatan Mud Volcano)은 아제르바이잔 바쿠 근교에 위치한 대형 이화산이다. 이 이화산은 바쿠에서 몇 킬로미터 떨어진 곳에 위치하고 있는 로크바탄에 있으며, 아제르바이잔에서 활동이 가장 활발한 이화산이자 활화산이다. 지금은 분화 활동을 쉬고 있다. 그러나 2012년에 한 번 분출하였다. 분출할때는 대부분 불꽃-동반 분출을 하면서 장관을 펼쳐낸다.